# 着生杜鹃
著生杜鵑（學名：Rhododendron kawakamii）為臺灣特有植物，因模式標本由川上瀧彌等人採自新高山（今日的玉山），又稱川上氏杜鵑。本種為臺灣唯一附生性且開黃花的原生杜鵑，散見於本島海拔約1500公尺至2500公尺之霧林帶，最早於1911年由早田文藏發表成新物種，野外族群於2017年被《臺灣維管束植物紅⽪書名錄》評定作「接近受脅」。

## 形態
本種植株為附生型灌木，株高約30至130公分，分枝發達、常作彎曲狀，表面光滑無毛且帶腺點。芽麟先端尖銳，表面帶微小纖毛。
葉長約2.5至5公分，寬約1.5至3公分，簇生，厚革質，倒卵形，葉尖圓鈍或具小突尖，葉基部漸尖至銳尖，葉緣略向下反捲。葉上表面深綠色、光滑無毛，葉下表面顏色較淡，中肋和側脈於葉上表面凹陷、於葉下表面凸起。葉柄長約0.25公分，有翼。
花序多2-5朵花呈繖房狀生長，形如傘骨；花梗約2-2.5公分長，表面疏生腺點；花萼五裂、碟形，裂片常不規則，也具腺點和短緣毛；花冠黃色、鐘狀，花瓣五枚，長約1公分，寬1至1.2公分，長圓形，具腺點，於花盤上螺旋排列；雄蕊一般10枚，長短不一，雌蕊略短於雄蕊；蒴果卵圓形，長0.8-1.2公分，表面疏生長柔毛。

## 分類
著生杜鵑最早由日本植物學者早田文藏於 1911 年引證早田本人和川上瀧彌、森丑之助採自臺灣玉山、巒大山等地之標本，於《東京帝國大學理科大學紀要》(Journal of the College of Science, Imperial University of Tokyo) 第 30 冊發表新種。早田除詳細描述標本形態，亦透過形態比對論述本種與缺頂杜鵑（學名：R. emarginatum Hemsl. & E.H.Wilson）、烈香杜鵑（學名：R. anthopogonoides Maxim.）、喜馬拉雅山區矮小杜鵑（學名：R. pumilum）之異同性，唯通篇未敘及花冠顏色。
金平亮三於1936年發表《臺灣樹木誌》時，除引證早田於1911年的成果，亦補充本種花色白至粉紅。1960年劉棠瑞、莊燦暘保留金平亮三觀點，將本種開黃花者另處理為新變種黃花著生杜鵑（學名：R. kawakamii var. flaviflorum），該見解隨後被整併入1978年《臺灣植物誌第一版》第四卷，檢索表以花色等數項特徵區分兩者。唯呂勝由、楊遠波於1989年結合自身野外實地觀察，推測金平亮三對花色描述有誤，本種有可能不存在黃花以外情形。1998年《臺灣植物誌第二版》僅接受早田最初發表學名，並明確描述本種花冠鮮黃，未再提及其他花色。

## 分布與棲地
本種全球僅見於臺灣，已知紀錄地點包括宜蘭太平山、桃園塔曼山、新竹鴛鴦湖地區、南投巒大山、嘉義阿里山、高雄大鬼湖地區、屏東霧頭山、花蓮瑞穗林道等地，分布地點與棲地環境多屬海拔 1500 公尺至 2500 公尺之山地霧林，常依附於大樹或岩壁，如紅檜（Chamaecyparis formosensis Matsum）枝幹上。

## 人工育種
本種目前已有嘗試透過人為方式育種，如2018年臺灣嘉義大學林瑞進團隊與杉林溪遊樂事業股份有限公司合作培育苗木，以杜鵑共生菌培育實生苗（種子苗）；又如2020年嘉義大學何雅齡與廖宇賡團隊利用植物組織培養技術，以異戊烯基腺嘌呤等生長調節劑促進芽體繁殖，加速種子育苗速率與產量 。

## 扩展阅读
維基物種上的相關：着生杜鹃
台灣生命大百科─物種頁面 Rhododendron kawakamii，連結：https://taieol.tw/pages/41296 （页面存档备份，存于）